# Walter-bóbitásantilop
A Walter-bóbitásantilop (Philantomba walteri) az emlősök (Mammalia) osztályának párosujjú patások (Artiodactyla) rendjébe, ezen belül a tülkösszarvúak (Bovidae) családjába és a bóbitásantilop-formák (Cephalophinae) alcsaládjába tartozó faj.

## Előfordulása, élőhelye
Togo, Benin és Nigéria sűrű, járhatatlan esőerdőinek lakója. Nagy valószínűséggel ez az oka hogy csak 2010-ben ismerte el létezését a tudomány.

## Megjelenése
Kis termetű antilop faj, marmagassága mindössze 40 cm hosszúsága 50 cm és a kifejlett hím testtömege legfeljebb 6 kilogramm lehet, míg nőstények 4 és 6 kilogramm közötti testtömegűek.

## Életmódja
Életmódjáról keveset tudunk, valószínűsíthetően hasonló a kék bóbitásantilopéhoz.

### Táplálkozása
Különféle leveleket, rügyeket, hajtásokat, perjeféléket, gyümölcsöket, rovarokat és tojásokat fogyaszt. Táplálkozásában más állatfajok, például a majmok is segítik a fákról leejtett gyümölcsökkel.

## Felfedezése
A fajt hivatalosan 2010-ben írták le múzeumi preparátumok illetve bozóthús piacokon talált tetemek alapján, de Walter Verheyen professzor már 1968-ban ejtett el Togóban ilyen állatot. Az állatot végül három tudós Erik Verheyen, Gontran Sonet és Nagy T. Zoltán írta le 2010 nyarán. Nevét Walter Verheyen professzorról kapta.

## Fordítás
- Ez a szócikk részben vagy egészben  a   Walter's duiker című angol Wikipédia-szócikk fordításán alapul.  Az eredeti cikk szerkesztőit annak laptörténete sorolja fel. Ez a jelzés csupán a megfogalmazás eredetét és a szerzői jogokat jelzi, nem szolgál a cikkben szereplő információk forrásmegjelöléseként.